# Sobekhotep VII
Sobekhotep VII fou el 37è faraó de la dinastia XIII d'Egipte, durant el Segon Període Intermedi. El seu nom de tron fou Merkaure i el seu nom Sa Ra era Sobekhotep ('Sobek està en pau'). El papir de Torí diu que va regnar dos anys i uns mesos.